# Torsås (comuna)
Torsås ou Torsos (em sueco: Torsås kommun) é uma comuna da Suécia localizada no condado de Calmar. Sua capital é a cidade de Torsås. Possui 468 quilômetros quadrados e segundo censo de 2018, havia 7 098.